# Taraxacum ostenfeldii
Taraxacum ostenfeldii — вид рослин з родини айстрових (Asteraceae), поширений у Європі, Казахстані, Сибіру.

## Поширення
Поширений у Європі крім півдня, а також у Казахстані, Сибіру.